# 粘唐松草
粘唐松草（学名：Thalictrum viscosum）为毛茛科唐松草属下的一个种。

## 扩展阅读
- 維基物種上的相關：粘唐松草